# Украина (ракетный крейсер)
Ракетный крейсер «Украина» (первоначальное название «Комсомолец», с 23 марта 1985 года по 20 марта 1993 года «Адмирал Флота Лобов») — советский, позже украинский военный ракетный крейсер, четвёртый и самый новый корабль проекта 1164 «Атлант», самый крупный корабль Военно-морских сил Украины за всю их историю.
С 1990 года, после спуска на воду, корабль находится на территории Николаевского судостроительного завода в недостроенном состоянии.

## Конструкция
От головного корабля серии, крейсера «Москва», крейсер должен был отличаться изменённым составом радиоэлектронного оснащения, конструкцией дымовой трубы и расположением грузового и шлюпочного устройств.

### Вооружение
Корабль оснащён зенитным ракетным комплексом среднего радиуса действия C-300Ф «Форт», представляющим собой морской вариант сухопутной системы С-300П. Кроме того, на борту установлены 16 пусковых установок для противокорабельных ракет «Вулкан» (самих ракет на корабле нет), 3 батареи шестиствольных 30-мм пушек АК-630 с ПУС «Вымпел», 2 пятитрубных торпедных аппарата, 130-мм артиллерийские системы главного калибра и многое другое. Для разведки и корректировки огня имеется вертолёт.

## Строительство
Проект ракетного крейсера «Адмирал Флота Лобов» был разработан Северным конструкторским бюро в Ленинграде.
Летом 1984 года началось строительство корабля на судостроительном заводе имени 61 коммунара в Николаеве по заказу Военно-морского флота СССР.
11 августа 1990 года крейсер был спущен на воду.
1 октября 1993 года при 75 % готовности крейсер был выведен из состава ВМФ РФ и перешёл в собственность Украины.
В 1994 года для корабля был сформирован экипаж, но из-за отсутствия финансирования достройка крейсера была прекращена.
17 февраля 1998 года, находящийся тогда на посту Президента Украины Л. Д. Кучма, принял решение о достройке крейсера, и команда была сформирована и распущена во второй раз, а крейсер достроили на 95 %.
В общей сложности, команда формировалась и снималась трижды.
В августе 2004 года было принято решение об открытии крейсера для экскурсионного посещения.
В 2010-х годах велись переговоры о продаже крейсера. По мнению первого вице-президента Ассоциации судостроителей Украины «Укрсудпром» В. И. Лисицкого, Украина не может оснастить этот крейсер его штатным вооружением из-за подписанных международных соглашений, и в нём не нуждается.
На встрече президентов Украины и РФ 17 мая 2010 года в Киеве главы государств договорились о достройке крейсера с помощью российской стороны.
26 июня 2010 года командование Военно-морского флота России заявило о возможности покупки крейсера для ВМФ России.
В июле 2010 года постановление Верховной Рады Украины о присвоении названия «Украина» ракетному крейсеру утратило действие, за это проголосовало 247 депутатов Верховной Рады из 428. Вопрос продажи крейсера России оставался на рассмотрении. Официальное наименование корабля с этого времени — «Корпус № 2011».
В марте 2011 года Министр обороны РФ Анатолий Сердюков заявил, что ракетный крейсер российская сторона возьмёт только даром. И только после этого будут рассматриваться различные варианты участия украинских компаний в достройке корабля. К 2013 году достигнуто соглашение о продаже с частичным ремонтом на Украине и вооружением в России.
В сентябре 2013 года стало известно, что представители военно-промышленной комиссии при Правительстве России договорились с руководством Украины о покупке недостроенного крейсера за 1 миллиард рублей.

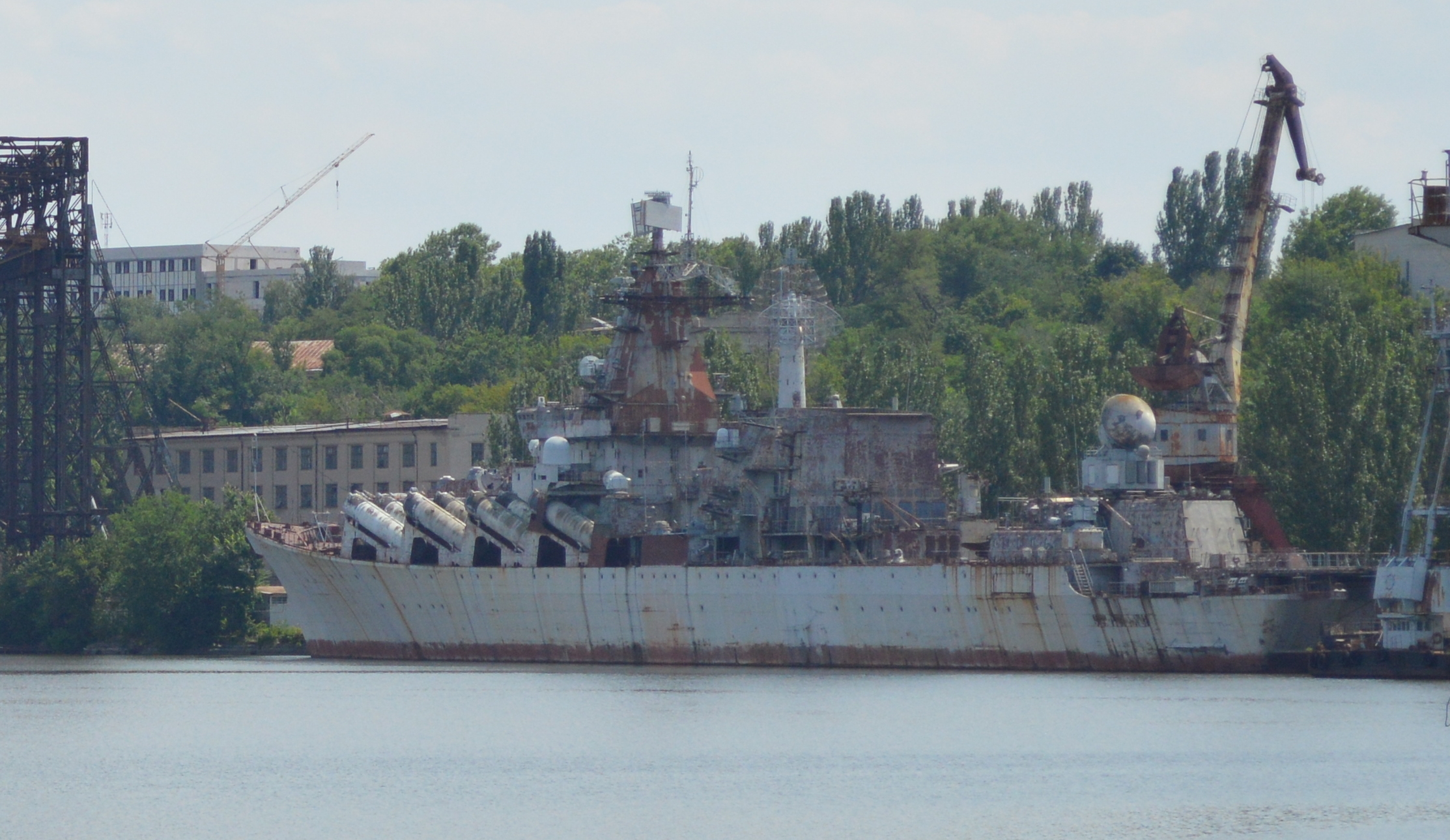
Ракетный крейсер Украина в акватории НСЗ, 25 июля 2021 года.

17 марта 2014 года, после того как власть на Украине сменилась в результате Евромайдана, глава Николаевской облгосадминистрации Николай Романчук заявил, что недостроенный ракетный крейсер, который yже много лет стоит на Николаевском судостроительном заводе, нужно немедленно продать, не спрашивая разрешения у России. По его мнению, в настоящее время у государства нет денег на достройку крейсера, и вряд ли они появятся в ближайшее время. А содержание корабля стоит бюджету свыше 6 миллионов гривен в месяц.
По состоянию на 10 сентября 2015 года крейсер планировалось выставить на продажу.
Президент Украины подписал указ о демилитаризации недостроенного ракетного крейсера «Украина», который находится в акватории Николаевского судостроительного завода и дальнейшей продаже его на слом. Такую информацию на митинге работников завода 24 марта 2017 года сообщил первый заместитель председателя Николаевской областной государственной администрации Вячеслав Бонь.
5 декабря 2017 года Министерство обороны Украины письмом № 220/8483 сообщило, что отказывается от ракетного крейсера «Украина», который после спуска на воду четверть века простаивает на стадии готовности 95 процентов. Такая информация содержится в письме ведомства в адрес концерна «Укроборонпром». Достраивать судно в Минобороны сочли нецелесообразным из-за устаревшего вооружения.
Концерн подчёркивает, что окончательное решение о том, нужен ли Украине крейсер или нет, должен как можно скорее принять кабинет министров. В «Укроборонпроме» добавили, что готовы достроить корабль, однако для этого нужно будет заложить средства в гособоронзаказе на 2018 год. Возможны и другие решения — продать недострой, выделить средства на его дальнейшее содержание на причале или же правительство может предложить свои варианты.
В 2017 году президент Украины Пётр Порошенко принял решение о демонтаже оборудования и продаже недостроенного крейсера на лом.
В 2023 году министр обороны Украины Алексей Резников заявил, что скорее всего из крейсера сделают музей.